# Licinia de sacerdotiis
Lex Licinia de sacerdotibus va ser una antiga llei romana proposada pel tribú de la plebs Gai Licini Cras l'any 145 aC quan eren cònsols Quint Fabi Màxim Emilià i Luci Hostili Mancí. Proposava que els dret d'elegir els sacerdots sortís dels col·legis sacerdotals i passés al poble. La llei no es va aprovar.